# Polana Gabrowska
Polana Gabrowska, Polana Gabrowska Duża – polana w Gorcach znajdująca się pomiędzy Długą Halą pod Turbaczem, a szczytem Kiczora. Ma powierzchnię 2,34 ha i znajduje się na wysokości około 1225–1255 m n.p.m. na terenie Gorczańskiego Parku Narodowego. Z polany otwiera się widok na Kotlinę Orawsko-Nowotarską oraz na Tatry. Na wschodnim skraju polany węzeł szlaków turystycznych.
W maju 1943 roku na polanie oddział Konfederacji Tatrzańskiej dowodzony przez Józefa Kurasia zorganizował zasadzkę na dwóch niemieckich szpiegów, którzy mieli wykryć miejsce schronienia partyzantów. Szpiedzy zostali zabici. W odwecie Niemcy wymordowali całą najbliższą rodzinę Kurasia. Od tego czasu przyjął on nowy pseudonim „Ogień”.
Na polanie tablica informacyjna. Według zamieszczonych na niej danych na polanie występują aż 9 różnorodnych zespoły roślinności. Z chronionych lub rzadkich roślin występują tu m.in. storczykowate i kuklik górski. Wiosną cała polana pokrywa się łanem krokusów. Wśród trawiastej roślinności dominuje śmiałek darniowy i mietlica pospolita, z dwuliściennych licznie występuje dzwonek rozpierzchły i pięciornik złoty. Na kwiatach w lecie dostrzec można motyle, szczególnie często zaś rusałkę wierzbowiec i rusałkę żałobnik.
Polana Gabrowska znajduje się w granicach miejscowości Łopuszna w gminie Nowy Targ, powiecie nowotarskim w województwie małopolskim.

## Szlaki turystyki pieszej
Główny Szlak Beskidzki, odcinek: Przełęcz Knurowska – Karolowe – Rąbaniska – Zielenica – Hala Nowa – Hala Młyńska – Kiczora – Trzy Kopce – Polana Gabrowska – Hala Długa – Turbacz. Odległość 8,5 km, suma podejść 610 m, suma zejść 140 m, czas przejścia 3 godz., z powrotem 2 godz. 5 min.
 odcinek: Gorc – Przysłop Dolny – Przysłop – Przysłop Górny – Średniak – polana Jaworzyna – Trzy Kopce – Polana Gabrowska – Hala Długa – Turbacz. Odległość 10,4 km, suma podejść 370 m, suma zejść 270 m, czas przejścia 2 godz. 50 min, z powrotem 2 godz. 30 min.